# Liste des aéroports les plus fréquentés en Amérique du Nord
Cet article donne les classements des 20 aéroports d'Amérique du Nord ayant le plus important nombre annuel de passagers. Les chiffres cumulent les passagers au départ, à l'arrivée et en transit. 
Les sources des chiffres sont données individuellement pour chaque aéroport et proviennent normalement des statistiques de l'autorité nationale de l'aviation, sinon de celles de l'opérateur de l'aéroport. 

## En graphique
Pour des raisons techniques, il est temporairement impossible d'afficher le graphique qui aurait dû être présenté ici.

Voir la requête brute et les sources sur Wikidata.

## Statistiques 2015
Les chiffres de ce tableau correspondent à la période du 1er janvier 2015 au 31 décembre 2015 uniquement.
|    | Pays       | Aéroport                                            | Ville                   | 2015        |
| -- | ---------- | --------------------------------------------------- | ----------------------- | ----------- |
| 1  | États-Unis | Aéroport international Hartsfield-Jackson d'Atlanta | Atlanta                 | 101 491 106 |
| 2  | États-Unis | Aéroport international O'Hare de Chicago            | Chicago                 | 76 949 504  |
| 3  | États-Unis | Aéroport international de Los Angeles               | Los Angeles             | 74 937 004  |
| 4  | États-Unis | Aéroport international de Dallas-Fort Worth         | Dallas, Fort Worth      | 64 074 762  |
| 5  | États-Unis | Aéroport international John-F.-Kennedy de New York  | New York                | 56 827 154  |
| 6  | États-Unis | Aéroport international de Denver                    | Denver                  | 54 014 502  |
| 7  | États-Unis | Aéroport international de San Francisco             | San Francisco           | 50 057 887  |
| 8  | États-Unis | Aéroport international McCarran de Las Vegas        | Las Vegas               | 45 443 900  |
| 9  | États-Unis | Aéroport international Charlotte-Douglas            | Charlotte               | 44 876 627  |
| 10 | États-Unis | Aéroport international de Miami                     | Miami                   | 44 350 247  |
| 11 | Canada     | Aéroport international Pearson de Toronto           | Toronto                 | 44 335 198  |
| 12 | États-Unis | Aéroport international Sky Harbor de Phoenix        | Phoenix                 | 44 003 840  |
| 13 | États-Unis | Aéroport intercontinental George-Bush de Houston    | Houston                 | 43 023 224  |
| 14 | États-Unis | Aéroport international de Seattle-Tacoma            | Seattle, Tacoma         | 42 340 537  |
| 15 | États-Unis | Aéroport international d'Orlando                    | Orlando                 | 38 727 749  |
| 16 | Mexique    | Aéroport international de Mexico                    | Mexico                  | 38 433 078  |
| 17 | États-Unis | Aéroport international Liberty de Newark            | Newark                  | 38 414 704  |
| 18 | États-Unis | Aéroport international de Minneapolis-Saint-Paul    | Minneapolis, Saint-Paul | 36 596 879  |
| 19 | États-Unis | Aéroport international Logan de Boston              | Boston                  | 33 515 905  |
| 20 | États-Unis | Aéroport métropolitain de Détroit                   | Détroit                 | 33 440 112  |